# Superettan
Superettan eller SuperEttan er den næstbedste svenske fodboldliga. Den ligger umiddelbart under Allsvenskan. Superettan har 16 hold, der møder hver modstander to gange: Én gang hjemme og én gang ude. Dette giver 30 kampe på en sæson. Når sæsonen, der starter i foråret og slutter i efteråret, er slut, rykker de to højest placerede hold op i Allsvenskan, mens nummer 3 skal møde holdet, der ligger tredjesidst i Allsvenskan (dvs., nr. 12) om retten til at rykke op. De to lavest placerede hold (nr. 15 og 16) rykker ned i Division 1, mens det tredje- og fjerdesidste (altså nr. 13 og 14) skal spille mod hold fra Division 1 om at undgå nedrykning.

## Superettan 2016
- AFC United
- Assyriska FF
- Dalkurd FF
- Degerfors IF
- GAIS
- Halmstads BK
- IFK Värnamo
- IK Frej
- IK Sirius
- Ljungskile SK
- Syrianska FC
- Trelleborgs FF
- Varbergs BoIS
- Åtvidabergs FF
- Ängelholms FF
- Örgryte IS